# يغيتاتسو ساتو
يغيتاتسو ساتو (باليابانية: 佐藤 栄達) (18 يونيو 1974 في شيزوكا في اليابان – )؛ هو لاعب كرة قدم سابق كان يلعب كمدافع.